# François Huberty
François Huberty (3 oktober 1986) is een Belgisch politicus voor Les Engagés.

## Biografie
Huberty studeerde in 2009 af als master in de architectuur aan het Hoger Instituut voor Architectuur van de Franse Gemeenschap (ISACF) van de hogeschool La Cambre in Brussel. In 2010 ging hij aan de slag als zelfstandig architect.

### Lokale politiek in Neufchâteau
Voor het toenmalige cdH werd Huberty in oktober 2012 verkozen tot gemeenteraadslid van Neufchâteau. Van december 2012 tot mei 2020 was hij schepen van de stad, onder burgemeester Dimitri Fourny. 
Bij de gemeenteraadsverkiezingen van oktober 2018 behield de plaatselijke cdH-lijst Agir Ensemble haar meerderheid, maar deze verkiezingen werden ongeldig verklaard omdat burgemeester Fourny in verdenking werd gesteld van verkiezingsfraude met volmachten voor bejaarde rusthuisbewoners. In juni 2019 vonden er nieuwe verkiezingen plaats, waarbij Agir Ensemble haar meerderheid verloor en door een coalitie van de twee oppositiepartijen Pour Vous, de kartellijst van MR en PS, en de lokale Ecolo-lijst 3ème Piste in de oppositie belandde. Agir Ensemble betwistte echter de kiesuitslag en vocht ze aan bij de provinciegouverneur van Luxemburg, omdat buitenlandse kiezers te weinig tijd zouden hebben gekregen om zich in te schrijven en hun stem uit te brengen. De gouverneur verklaarde zich onbevoegd en verwees de zaak door naar het Grondwettelijk Hof, dat in februari 2020 oordeelde dat de verkiezingen wettig waren verlopen. Bijgevolg werd de verkiezingsuitslag van juni 2019 geldig verklaard en belandde Agir Ensemble na de installatie van het nieuwe gemeentebestuur in mei 2020 in de oppositie.
Daarmee was de politieke stabiliteit in Neufchâteau echter niet weergekeerd. Na bijna anderhalf jaar besturen viel de lokale coalitie van Pour Vous en 3ème Piste uit elkaar, waarna 3ème Piste besloot om een nieuwe meerderheid te vormen met Agir Ensemble. Hierbij mocht Agir Ensemble, conform het lokale kiesdecreet, als grootste partij in de coalitie de burgemeester leveren. Omdat Fourny reeds de politiek had verlaten, werd François Huberty voorgedragen als burgemeester, een functie die hij sinds november 2021 uitoefent.

### Andere politieke mandaten
Sinds december 2022 is Huberty eveneens voorzitter van de provinciale afdeling van Les Engagés in Luxemburg.
Bij de Waalse verkiezingen van 9 juni 2024 werd hij voor de kieskring Aarlen-Marche-Bastenaken-Neufchâteau-Virton verkozen in het Waals Parlement. Als zodanig nam hij ook zitting in het Parlement van de Franse Gemeenschap. Huberty haalde daarbij voldoende stemmen om zijn functie als burgemeester te mogen combineren met zijn parlementaire mandaten.